# Ламія Аджи Башар
Ламій Аджи Башар (курд. لمياء حجي بشار р. 1998) — іракська правозахисниця езидського походження. Була захоплена ІГДЛ і перебувала в сексуальному рабстві. Після втечі визнана ООН почесним послом з боротьби проти рабства і отримала ряд міжнародних правозахисних премій.

## Біографія

### Ранні роки
В Іраку у сім'ї Башар залишилися будинок і фермерське господарство. Там вона ходила в школу.

### Рабство
У полоні її били і неодноразово гвалтували. Намагалася втекти чотири рази. Під час останньої спроби дві її супутниці, 8-річна Алмас і 20-річна Катерина, загинули, підірвавшись на міні, сама Башар отримала поранення і втратила око, однак їй вдалося покинути територію, контрольовану терористами і возз'єднатися з частиною сім'ї на землях, контрольованих курдами в березні 2016 року.

## Сім'я
Частина сім'ї змогла дістатися до Німеччини.

## Нагороди
- Премія Андрія Сахарова за свободу думки в 2016 році (разом з Надею Мурад)[3]
- Премія Вацлава Гавела в області прав людини (2016)